# 真主党精英运动
真主党精英运动（羅馬化：Ḥaraka Ḥizballāh an-Nujabā’，直译：「Movement of the Party of God's Nobles」 ），正式名称为第十二旅，是一个伊拉克什叶派准军事组织，主要活躍在叙利亚以及伊拉克。该组织成立2013年，真主党精英运动支持叙利亚的巴沙尔·阿萨德政權鎮壓反敘利亞政府武裝。该组织得到聖城軍的支持，聖城軍為該組織提供资金、武器和培训。 
该组织还得到真主党的支持，並且加入抵抗軸心。真主党精英运动曾经是人民動員的一員，2020年起開始加入伊拉克伊斯兰抵抗组织。 真主党精英运动支持伊朗的意识形态，而且視伊朗最高领袖阿里·哈梅內伊为該組織的最高领袖。  2024年1月，国会山报表示，真主党精英运动仍然是人民動員的一員。 真主党精英运动主張伊拉克政府應該与伊朗结盟，而且要将美国和其盟军趕出伊拉克。
真主党精英运动的據點主要位於伊拉克南部以及巴格达、萨拉赫丁省、迪亞拉省和尼尼微省。叙利亚境內的據點主要位於代尔祖尔省和拉卡省。 
2019年3月，美国国务卿邁克·蓬佩奧将真主党精英运动及其领导人列入特别指定的全球恐怖分子並對該組織實施制裁，禁止企業与該組織及其领导人开展业务，并冻结該組織的财产。 